# سیدنی تارو
سیدنی تارو (انگلیسی: Sidney Tarrow؛ زادهٔ ۳ نوامبر ۱۹۳۸) جامعه‌شناس و استاد علوم سیاسی اهل ایالات متحده آمریکا است.وی بابت مطالعاتش در حوزه های سیاست تطبیقی، جنبش های اجتماعی، احزاب سیاسی و جامعه شناسی سیاسی شناخته میشود.

## زندگی نامه
وی دوران کارشانسی خود را به سال ۱۹۶۰ و در دانشگاه سیراکیوس در رشته مطالعات آمریکایی، کارشناسی ارشد خود را به سال ۱۹۶۱ در رشته حقوق عمومی از دانشگاه کلمبیا و مدرک دکترای خود را از دانشگاه کالیفورنیا برکلی در رشته علوم سیاسی به سال ۱۹۶۵ اخذ نمود.
او هم کنون استاد جامعه شناسی در دانشگاه کرنل میباشد.